# 미와촌 (히로시마현 야마가타군)
미와촌(美和村)은 일본 히로시마현 야마가타군에 설치되었던 촌이다. 현재의 기타히로시마정의 일부에 해당한다.

## 역사
- 1889년 4월 1일 - 정촌제 시행으로, 야마가타군 야마모리촌(山廻村)이 발족.
- 1928년 4월 1일 - 야마모리촌이 미와촌(美和村)으로 개칭.
- 1956년 9월 30일 – 야마가타군 야와타촌, 오가하라촌, 나카노촌과 합병하여 게이호쿠정이 발족. 미와촌은 폐지됨.